# Замок дурня
«Замок дурня» (яп. のぼうの城 — Nobou no Shiro) — японський фільм від режисерів Сіндзі Хіґучі та Іссіна Інудо, що з'явився на екранах у листопаді 2012 року. Сюжет оповідає про те, як могутній князь Тойотомі Хідейосі намагався об'єднати усю Японію, та наштовхнувся на один замок, який вчинив йому опір. Наріта Наґачіка має захистити замок, маючи лише 500 людей, від армії Тойотомі Хідейосі, яка становить 20000 воїнів.

## У ролях
- Номура Мансай — Наріта Наґачіка
- Ейкура Нана — Кайхіме
- Харімія Хірокі — Сакамакі
- Ямаґучі Томоміцу — Ідзумі
- Сато Койчі — Тамба
- Ічімура Масачіка — Тойотомі Хідейосі
- Хіра Такехіро as Нацука Масаіе
- Ямада Такаюкі as Отані Йосіцуґу
- Камідзі Юске as Ісіда Міцунарі
- Нісімура Масахіко — Наріта Удзінаґа
- Харайдзумі Сей — Наріта Ясусуе
- Нацуяґі Ісао — Монах
- Накахара Такео — Удзімаса Ходзьо
- Судзукі Хонамі — Тама
- Маеда Ґін — Тахее
- Накао Акійосі — Кадзо
- Оно Мачіко — Чійо
- Асіда Мана — Чідорі

## Прийняття
Screen International Марка Адамса опублікував схвальну рецензію на фільм, описуючи його, як «епічну історичну екшн-комедію, повну відмінних персонажів, чудових виробничих характеристик і кількох надзвичайних сцен».

## Нагороди
Фільм здобув 10 номінацій від Японської кіноакадемії та переміг у номінації «Найкраща художня постановка». Крім того, його було номіновано у трьох Азійських кінопреміях.

## Переклад назви
Англійська назва цього фільму «The Floating Castle». Проте のぼう — це скорочення від слова яп. でくのぼう, що означає «дурень».